# 대한민국의 관세청 차장
관세청 차장(關稅廳 次長)은 청장을 보좌하는 직위로, 고위공무원단 가등급에 속하는 일반직공무원으로 보한다.

## 임명
- 관세청 차장은 대통령이 임명한다.

## 역할
- 관세청 차장은 청장을 보좌하여 소관사무를 처리하고 소속공무원을 지휘·감독하며, 청장이 사고로 직무를 수행할 수 없으면 그 직무를 대행한다.

## 역대 차장

### 관세청 차장
| 정부        | 대수           | 이름                             | 임기                             | 비고 |
| ----------- | -------------- | -------------------------------- | -------------------------------- | ---- |
| 제3공화국   | 초대           | 최운지(崔雲芝)                   | 1970년 8월 4일~1974년 2월 12일   |      |
| 제4공화국   | 2대            | 박동희(朴東熹)                   | 1974년 2월 12일~1976년 11월 19일 |      |
| 제4공화국   | 3대            | 나오연(羅午淵)                   | 1976년 11월 19일~1979년 5월 7일  |      |
| 제4공화국   | 4대            | 김욱태(金煜泰)                   | 1979년 5월 7일~1981년 4월 27일   |      |
| 제5공화국   | 5대            | 장영철(張永喆)                   | 1981년 4월 27일~1986년 8월 29일  |      |
| 제5공화국   | 6대            | 김기인(金基仁)                   | 1986년 9월 12일~1991년 2월 19일  |      |
| 노태우 정부 | 6대            | 김기인(金基仁)                   | 1986년 9월 12일~1991년 2월 19일  |      |
| 7대         | 김경태(金景泰) | 1991년 2월 28일~1993년 3월 4일   |                                  |      |
| 김영삼 정부 | 8대            | 김종환(金鍾煥)                   | 1993년 4월 6일~1995년 5월 16일   |      |
| 김영삼 정부 | 9대            | 이정보(李廷甫)                   | 1995년 6월 9일~1995년 9월 20일   |      |
| 김영삼 정부 | 10대           | 김경우(金耕宇)                   | 1995년 9월 23일~1997년 11월 20일 |      |
| 김영삼 정부 | 11대           | 이강연(李康演)                   | 1997년 11월 20일~1999년 6월      |      |
| 김대중 정부 | 11대           | 이강연(李康演)                   | 1997년 11월 20일~1999년 6월      |      |
| 12대        | 이대영(李大榮) | 1999년 6월 18일~2001년 6월       |                                  |      |
| 13대        | 박상태(朴相泰) | 2001년 7월 4일~2003년 4월 29일   |                                  |      |
| 노무현 정부 | 14대           | 성윤갑(成允甲)                   | 2003년 4월 29일~2005년 6월 1일   |      |
| 노무현 정부 | 15대           | 박진헌(朴辰憲)                   | 2005년 6월 29일~2008년 4월 7일   |      |
| 이명박 정부 | 16대           | 손병조(孫炳照)                   | 2008년 4월 11일~2010년 6월 18일  |      |
| 이명박 정부 | 17대           | 이대복(李大馥)                   | 2010년 6월 21일~2011년 6월 8일   |      |
| 이명박 정부 | 18대           | 김철수(金徹洙)                   | 2011년 6월 8일~2013년 4월 12일   |      |
| 박근혜 정부 | 19대           | 천홍욱(千泓昱)                   | 2013년 4월 12일~2015년 3월 9일   |      |
| 박근혜 정부 | 20대           | 이돈현(李敦鉉)                   | 2015년 3월 10일~2016년 5월 1일   |      |
| 박근혜 정부 | 21대           | 김종열(金鍾烈)                   | 2016년 5월 2일~2018년 2월 19일   |      |
| 문재인 정부 | 21대           | 김종열(金鍾烈)                   | 2016년 5월 2일~2018년 2월 19일   |      |
| 22대        | 노석환(盧奭桓) | 2018년 2월 20일~2019년 12월 12일 |                                  |      |
| 23대        | 이찬기(李燦基) | 2020년 3월 16일~2021년 7월 1일   |                                  |      |
| 24대        | 이종우(李宗祐) | 2021년 7월 2일~2023년 9월 5일    |                                  |      |
| 윤석열 정부 | 25대           | 이명구(李明九)                   | 2023년 9월 6일 ~ 2025년 7월 13일 |      |

## 같이 보기
- 관세청
- 관세청장